# John Drew (baloncestista)
John Edward Drew (Vredenburgh, Alabama, 30 de septiembre de 1954-10 de abril de 2022) fue un baloncestista estadounidense que disputó 11 temporadas en la NBA. Con 1,98 metros de altura, jugaba en la posición de escolta. Fue 2 veces All Star, además de ser una de las primeras víctimas de la política antidrogas instituida por el comisionado de la NBA, David Stern.

## Trayectoria deportiva

### Universidad
Jugó únicamente 2 temporadas con los Runnin' Bulldogs de la Universidad de Gardner-Webb, con los que promedió 25,1 puntos y 10,7 rebotes.

### Profesional
Fue elegido en el puesto 25 de la segunda ronda del Draft de la NBA de 1974 por Atlanta Hawks, con los que firmó un contrato por 5 temporadas y 780.000 dólares. Ya en su primer año sorprendió a todo el mundo, tras promediar 18,5 puntos y 10,7 rebotes, acabando como líder de la liga en rebotes ofensivos, algo insólito para un jugador de su estatura. Fue incluido en el mejor quinteto de rookies de la NBA. En su segunda temporada, la 1975-76, demostró que no había sido flor de un día, mejorando sus cifras anotadoras hasta los 21,6 puntos por partido, y siendo incluido por primera vez en su carrera en el All-Star Game.
No bajó de los 18 puntos por partido en sus siguientes 6 temporadas, pero, como más tarde reconocería, desde la temporada 1977-78 se convirtió en un adicto a la cocaína. Tras un partido en Portland, un hombre se le acercó y se la ofreció. A partir de ese instante, su afición a las drogas fue creciendo, sobre todo cuando en la NBA no había controles estrictos. En 1983 se sometió a un programa de rehablilitación, lo cual le supuso perderse 38 partidos. Ese mismo año había sido traspasado a Utah Jazz, a cambio de los derechos del draft de Dominique Wilkins. En 1985 fue de nuevo suspendido por la liga al recaer en las drogas. A pesar de que parecía rehabilitado, fue en la temporada 1984-85 cuando fue de nuevo pillado consumiendo, convirtiéndose en el primer jugador en ser castigado de por vida por la NBA por el consumo de estupefacientes.
El 1 de marzo de 1978, ante New Jersey Nets mientras jugaba para Atlanta Hawks, registró un récord negativo al perder 14 balones, siendo récord en la historia de la NBA, igualado por Jason Kidd 22 años después.
Retirado prematuramente, promedió en sus 11 temporadas como profesional 20,7 puntos y 6,9 rebotes por partido. Fue, junto con Artis Gilmore y Eddie Wilkins, el único alumno de la Universidad Gardner-Webb en acceder a la NBA.

## Estadísticas de su carrera en la NBA

### Temporada regular
| Año      | Equipo   | PJ  | PT  | MPP  | %TC  | %3P  | %TL  | RPP  | APP | ROB | TPP | PPP  |
| -------- | -------- | --- | --- | ---- | ---- | ---- | ---- | ---- | --- | --- | --- | ---- |
| 1974-75  | Atlanta  | 78  | –   | 29.3 | .428 | –    | .713 | 10.7 | 1.8 | 1.5 | 0.5 | 18.5 |
| 1975-76  | Atlanta  | 77  | –   | 30.5 | .502 | –    | .744 | 8.6  | 1.9 | 1.8 | 0.4 | 21.6 |
| 1976-77  | Atlanta  | 74  | –   | 36.3 | .487 | –    | .714 | 9.1  | 1.8 | 1.4 | 0.4 | 24.2 |
| 1977-78  | Atlanta  | 70  | –   | 31.5 | .480 | –    | .760 | 7.3  | 2.0 | 1.7 | 0.4 | 23.2 |
| 1978-79  | Atlanta  | 79  | –   | 30.5 | .473 | –    | .731 | 6.6  | 1.5 | 1.6 | 0.2 | 22.7 |
| 1979-80  | Atlanta  | 80  | –   | 28.8 | .453 | .000 | .757 | 5.9  | 1.3 | 1.1 | 0.3 | 19.5 |
| 1980-81  | Atlanta  | 67  | –   | 31.0 | .456 | .000 | .787 | 5.7  | 1.2 | 1.5 | 0.2 | 21.7 |
| 1981-82  | Atlanta  | 70  | 51  | 29.1 | .486 | .333 | .741 | 5.4  | 1.4 | 0.9 | 0.0 | 18.5 |
| 1982-83  | Utah     | 44  | 33  | 27.4 | .474 | .000 | .755 | 5.3  | 2.2 | 0.8 | 0.2 | 21.2 |
| 1983-84  | Utah     | 81  | 4   | 22.2 | .479 | .273 | .778 | 4.2  | 1.7 | 1.1 | 0.0 | 17.7 |
| 1984-85  | Utah     | 19  | 16  | 24.4 | .412 | .000 | .770 | 4.3  | 1.8 | 1.2 | 0.1 | 16.2 |
| Total    | Total    | 739 | 104 | 29.5 | .470 | .175 | .748 | 6.9  | 1.7 | 1.4 | 0.3 | 20.7 |
| All-Star | All-Star | 2   | 1   | 12.0 | .143 | –    | .800 | 3.0  | 0.0 | 1.0 | 0.0 | 3.0  |

### Playoffs
| Año   | Equipo  | PJ | PT | MPP  | %TC  | %3P | %TL  | RPP | APP | ROB | TPP | PPP  |
| ----- | ------- | -- | -- | ---- | ---- | --- | ---- | --- | --- | --- | --- | ---- |
| 1978  | Atlanta | 2  | –  | 39.5 | .429 | –   | .625 | 7.5 | 1.5 | 0.5 | 0.5 | 26.0 |
| 1979  | Atlanta | 9  | –  | 30.6 | .420 | –   | .761 | 6.7 | 0.8 | 1.0 | 0.4 | 16.1 |
| 1980  | Atlanta | 5  | –  | 30.0 | .381 | –   | .714 | 6.0 | 0.8 | 1.4 | 0.0 | 14.6 |
| 1982  | Atlanta | 2  | –  | 29.5 | .364 | –   | .583 | 5.0 | 0.5 | 0.0 | 0.0 | 11.5 |
| 1984  | Utah    | 11 | –  | 15.6 | .506 | –   | .788 | 2.3 | 0.8 | 0.4 | 0.0 | 10.2 |
| Total | Total   | 29 | –  | 25.3 | .431 | –   | .725 | 4.8 | 0.8 | 0.7 | 0.2 | 14.0 |

## Vida personal
Pasó su niñez entre Nueva Orleans y Hybart, Alabama, donde convivía con su abuela paterna, Nancy Lee, la cual era muy estricta con el muchacho.
En el año 2002 se supo que Drew vivía en Houston, Texas, donde fue visto por Charles Barkley mientras hacía un reportaje en labores de periodista, y en esa fecha seguía teniendo problemas con las drogas.